# Gouvernement du 6e Dáil
Le 6e Dáil compte deux gouvernements élus par les élections générales de septembre 1927 tenues le 15 septembre 1927. Le 4e Conseil exécutif (11 octobre 1927 - 2 avril 1930) et le 5e Conseil exécutif (2 avril 1930 - 9 mars 1932) sont tous deux des gouvernements minoritaires du Cumann na nGaedheal dirigés par William T. Cosgrave en tant que président du Conseil exécutif.
Le 4e Conseil exécutif dure 899 jours entre sa nomination et sa démission, et continue à exercer ses fonctions jusqu'à la nomination de son successeur pendant 5 jours supplémentaires. Le 5e Conseil exécutif dure 707 jours.

## 4eConseil exécutif de l'État libre d'Irlande
5e Dáil 7e Dáil

### Nomination du président du Conseil exécutif
Les membres du 6e Dáil se sont réunis pour la première fois le 11 octobre 1927. Lors du débat sur la nomination du président du Conseil exécutif, le chef du Cumann na nGaedheal et président sortant WT Cosgrave est proposé, et cette résolution est adoptée avec 76 voix pour et 70 contre. Cosgrave a ensuite été nommé président du Conseil exécutif par le gouverneur général Tim Healy.
| 11 octobre 1927 Nomination de William T. Cosgrave (CnaG) comme Président du Conseil exécutif Motion proposée par Gearóid O'Sullivan et appuyée par Peadar Doyle Majorité absolue : 77/153 |                                                                  |          |
| Vote | Partis                                                           | Votes    |
| Oui | Cumann na nGaedheal (60), Farmers' Party (6), Independents (10)  | 76 / 153 |
| Non | Fianna Fáil (57), Labour Party (13)                              | 70 / 153 |
| Absent ou Abstentionniste | National League Party (2), Independents (2), Ceann Comhairle (1) | 5 / 153  |
| Vacant | 1                                                                | 1 / 153  |

### Membres du Conseil exécutif
Les membres du Conseil exécutif sont proposés par le président et approuvés par le Dáil le 12 octobre. Ils sont ensuite validés par le gouverneur général.
| Poste                                                       | Nom | Nom                     |
| ----------------------------------------------------------- | --- | ----------------------- |
| Président du Conseil exécutif                               |     | William T. Cosgrave     |
| Vice-président du Conseil exécutif                          |     | Ernest Blythe           |
| Ministre des Finances                                       |     | Ernest Blythe           |
| Ministre des Postes et Télégraphes                          |     | Ernest Blythe           |
| Ministre de la Défense                                      |     | Desmond FitzGerald      |
| Ministre de l'Éducation                                     |     | John M. O'Sullivan      |
| Ministre de l'Industrie et du Commerce                      |     | Patrick McGilligan      |
| Ministre des Affaires extérieures                           |     | Patrick McGilligan      |
| Ministre de l'Agriculture et des Terres                     |     | Patrick Hogan           |
| Ministre des Pêches                                         |     | Fionán Lynch            |
| Ministre de l'Administration locale et de la Santé publique |     | Richard Mulcahy         |
| Ministre de la Justice                                      |     | James FitzGerald-Kenney |

Notes
1. ↑  Le 1er septembre 1928, le Ministre de l'Agriculture et des Terres est renommé et devient le Ministère de l'Agriculture[6].
2. ↑  Le 1er septembre 1928, le Ministre des Pêches est renommé et devient le Ministre des Terres et des Pêches[6].

## 5eConseil exécutif de l'État libre d'Irlande
5e Dáil 7e Dáil

### Nomination du président du Conseil exécutif
Lors du débat sur la nomination du président du Conseil exécutif le 2 avril 1930, le chef du Fianna Fáil Éamon de Valera, le chef du parti travailliste Thomas J. O'Connell, le chef Cumann na nGaedheal et le président sortant W. T. Cosgrave sont chacun proposés. Les motions proposant de Valera et O'Connell sont rejetées, tandis que la motion proposant Cosgrave est adoptée avec 80 voix en faveur contre 65 voix contre. Cosgrave est ensuite nommé président du Conseil exécutif par le gouverneur général James McNeill. 
| 2 avril 1930 Nomination de William T. Cosgrave (CnaG) comme Président du Conseil exécutif Motion proposée par Joseph Mongan et appuyée par Michael Davis Majorité absolue : 77/153 |                                                                                            |          |
| Vote | Parties                                                                                    | Votes    |
| Oui | Cumann na nGaedheal (62), Farmers' Party (6), National League Party (2), Independents (10) | 80 / 153 |
| Non | Fianna Fáil (54), Labour Party (11)                                                        | 65 / 153 |
| Absent ou Abstentionniste | Fianna Fáil (3), Labour Party (2), Independent (1), Ceann Comhairle (1)                    | 7 / 153  |

### Membres du Conseil exécutif
Les membres du Conseil exécutif sont proposés par le président et approuvés par le Dáil le 3 avril. Ils sont ensuite validés par le gouverneur général.
| Poste                                                       | Nom | Nom                     |
| ----------------------------------------------------------- | --- | ----------------------- |
| Président du Conseil exécutif                               |     | William T. Cosgrave     |
| Vice-président du Conseil exécutif                          |     | Ernest Blythe           |
| Ministre des Finances                                       |     | Ernest Blythe           |
| Ministre des Postes et Télégraphes                          |     | Ernest Blythe           |
| Ministre de la Défense                                      |     | Desmond FitzGerald      |
| Ministre de l'Éducation                                     |     | John M. O'Sullivan      |
| Ministre de l'Industrie et du Commerce                      |     | Patrick McGilligan      |
| Ministre des Affaires extérieures                           |     | Patrick McGilligan      |
| Ministre de l'Agriculture                                   |     | Patrick Hogan           |
| Ministre des Terres et des Pêches                           |     | Fionán Lynch            |
| Ministre de l'Administration locale et de la Santé publique |     | Richard Mulcahy         |
| Ministre de la Justice                                      |     | James FitzGerald-Kenney |